# New Summerfield
New Summerfield è un comune (city) degli Stati Uniti d'America della contea di Cherokee nello Stato del Texas. La popolazione era di 1.111 abitanti al censimento del 2010.

## Geografia fisica
Secondo lo United States Census Bureau, la città ha una superficie totale di 12,17 km², dei quali 12,17 km² di territorio e 0 km² di acque interne (0% del totale).

## Società

### Evoluzione demografica
Secondo il censimento del 2010, la popolazione era di 1.111 abitanti.

### Etnie e minoranze straniere
Secondo il censimento del 2010, la composizione etnica della città era formata dal 76,33% di bianchi, il 2,7% di afroamericani, il 2,61% di nativi americani, lo 0,18% di asiatici, lo 0% di oceanici, il 17,19% di altre razze, e lo 0,99% di due o più etnie. Ispanici o latinos di qualunque razza erano il 71,47% della popolazione.